# Karmėlava
Karmėlava est une petite ville de l'apskritis de Kaunas, dans le centre de la Lituanie. En 2011, elle comptait 1395 habitants. La ville de Karmėlava est située à 6 kilomètres au nord-est de Kaunas et à proximité du deuxième aéroport civil le plus fréquenté de Lituanie, l'aéroport international de Kaunas.

## Historique
Karmėlava est l'une des plus anciennes colonies de Lituanie. Le domaine de Karmelava est mentionné depuis la fin du 15e siècle. La première église de Karmėlava fut construite en 1529. La grande-duchesse de Lituanie Barbara Radziwiłł devint gouverneur de Karmėlava et de ses environs en 1549. Plus tard, Karmėlava fut gouvernée par des familles nobles de Pac, Ogiński et Sirutis. La première école paroissiale de Karmėlava fut mentionnée en 1663. Karmėlava fut dévastée pendant les guerres du Nord. La ville de Karmėlava a obtenu les droits de Magdebourg et ses armoiries en 1792.